# Burebista
Burebista foi um rei trácio de 82/61 a.C. a 45/44 a.C.
A partir de 61 a.C. Burebista perseguiu uma série de conquistas que expandiram o reino da Dácia. As tribos dos Boii e Taurisci foram destruídas no começo de suas campanhas, seguidas pela conquista dos Bastarnas e provavelmente dos povos Scordisci. Ele liderou incursões por toda a Trácia, Macedônia e Ilíria. A partir de 55 a.C. as cidades gregas na costa oeste do Mar Negro foram conquistadas uma depois da outra. Essas campanhas inevitavelmente culminaram em conflito com Roma em 48 a.C., momento em que Burebista deu seu apoio a Pompeu. Isso, por sua vez, fez dele um inimigo de César, que decidiu iniciar uma campanha contra a Dácia. Este plano caiu em 44 a.C. quando César foi assassinado. O próprio Burebista foi assassinado em um complô pela aristocracia da Dácia na mesma época.